# ベータヘルペスウイルス亜科
ベータヘルペスウイルス亜科（ベータヘルペスウイルスあか、Betaherpesvirinae）とは、ヘルペスウイルス科の亜科。
以下の属がある。
- サイトメガロウイルス
- ヘルペスウイルス６A型
- ヘルペスウイルス６B型
- ヘルペスウイルス７型
- ムロメガロウイルス
- ロゼオロウイルス
- プロバシスウイルス